# Scytonotus nodulosus
Scytonotus nodulosus är en mångfotingart som beskrevs av Carl Ludwig Koch 1847. Scytonotus nodulosus ingår i släktet Scytonotus och familjen plattdubbelfotingar. Inga underarter finns listade i Catalogue of Life.